# Ramos, Tarlac
Ramos là một đô thị hạng 5 ở tỉnh Tarlac, Philippines. Theo điều tra dân số năm 2000, đô thị này có dân số 16.889 người trong 3.528 hộ.

## Các đơn vị hành chính
Ramos được chia thành 9 barangay.
- Coral-Iloco
- Guiteb
- Pance
- Poblacion Center
- Poblacion North
- Poblacion South
- San Juan
- San Raymundo
- Toledo